# Chaîne Garfield
La chaîne Garfield est une chaîne de montagnes située au Nunavut sur l'île d'Ellesmere. Elle fait partie de la cordillère Arctique. La chaîne est composée de roches du Paléozoïque. Les sommets s'élèvent entre 1 067 m et 1 433 m et sont entrecoupés de vallées parcourues par des rivières alimentées par les calottes glaciaires et les glaciers.

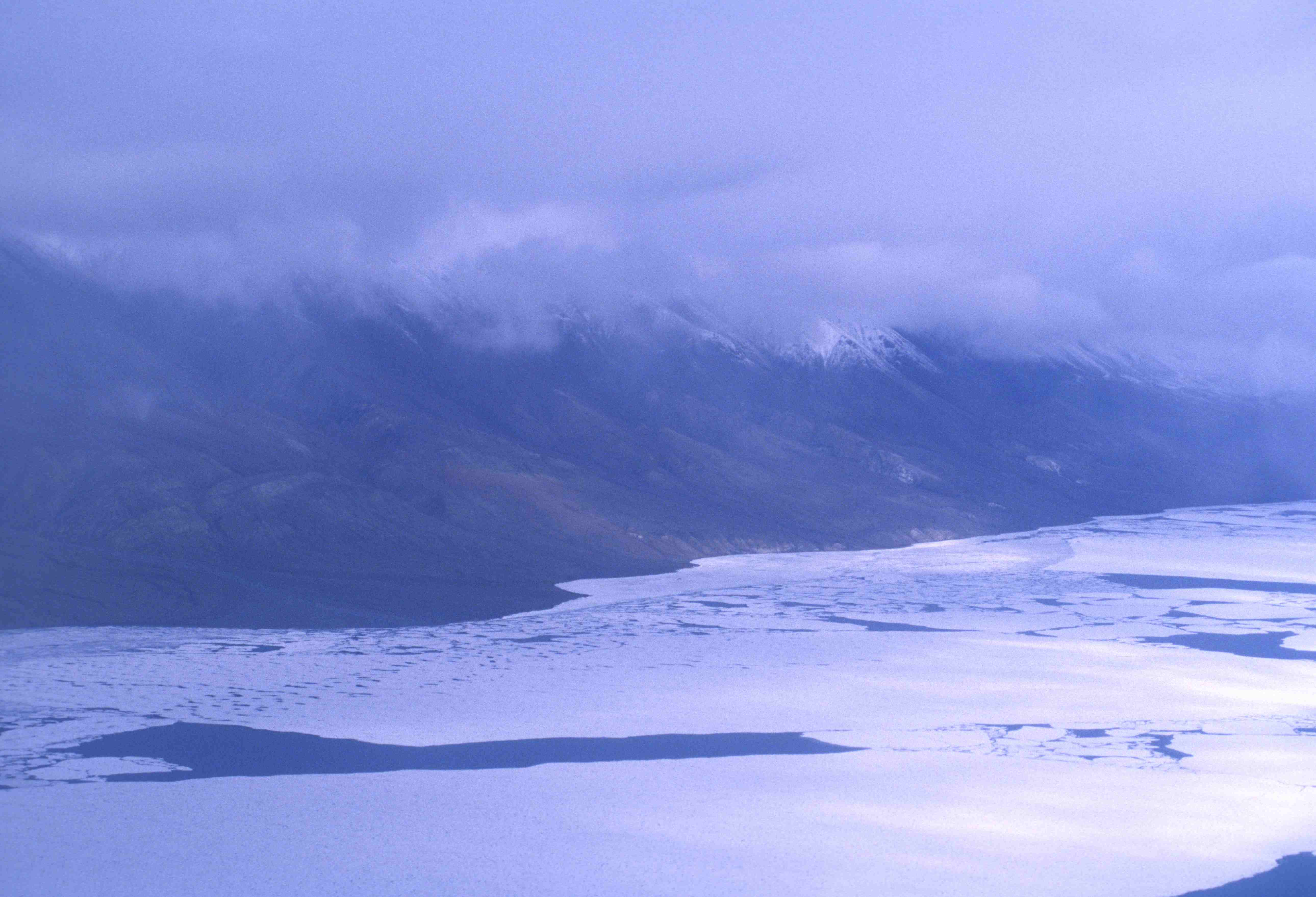
Lac Hazen avec la chaîne Garfield en arrière-plan

La chaîne Garfield suit en parallèle le lac Hazen, le lac du cercle Arctique ayant le plus grand volume et le 3e pour sa superficie. Elle agit comme barrière entre le lac et la calotte glaciaire de la terre de Grant, qui est située sur la chaîne United States. Les glaciers Gilman et Henrieta Nesmith sont les plus importants à s'écouler dans le lac. Les montagnes s'élèvent à 1 500 m au-dessus du lac Hazen. Leur versant méridional est généralement libre de neige alors que leur versant septentrional, qui a une pente plus douce, est recouvert de glace et de neige.